# Golpe de Estado no Mali em 1991
O golpe de Estado no Mali de 26 de março de 1991 levou a derrubada do presidente Moussa Traoré após mais de duas décadas de ditadura e, finalmente, conduziu a eleições multipartidárias.
Em 1968, o próprio Traoré havia liderado um golpe militar, depondo o primeiro presidente do Mali, Modibo Keïta, e tornando-se o segundo.  Em 25 de outubro de 1990, a oposição ao seu governo de décadas se fundiu na Aliança para a Democracia no Mali (ADEMA), uma organização guarda-chuva para os grupos oposicionistas. Os distúrbios cresceram à medida que as pessoas culpavam a corrupção e a má administração do regime pelos problemas econômicos que enfrentavam.  Além disso, Traoré teve de instituir programas de austeridade para satisfazer o Fundo Monetário Internacional, causando um aumento das dificuldades para todos, exceto aos ricos.
A ADEMA e outros grupos pró-democracia exigiam o fim do unipartidarismo. No dia 22 de março, dezenas de milhares de estudantes e outros marcharam pelas ruas de Bamako, a capital do país. Os soldados governistas dispararam contra os manifestantes pacíficos, matando 28 e desencadeando dias de tumultos.  As fontes variam quanto aos números: a oposição reivindicou 148 mortos e centenas de feridos, enquanto que Traoré alegou que ocorerram 27 mortes.  Traoré declarou estado de emergência e se reuniu com os líderes da oposição. Ele ofereceu concessões, mas se recusou a renunciar como exigiam. Uma greve geral foi convocada para 25 de março.  Desta vez, os soldados estavam em número suficiente e não fizeram nada para detê-la.
O tenente-coronel Amadou Toumani Touré lançou um golpe de Estado que depôs Traoré.  Conforme a notícia se espalhou, fontes hospitalares relataram pelo menos mais 59 mortos e 200 feridos, incluindo assassinatos por vingança.  O ministro da Educação Bakary Traore e Mamadou Diarra, cunhado do ex-líder, foram queimados até a morte.
O Comitê de Transição para a Salvação do Povo da República do Mali, presidido por Touré, foi criado para dirigir o país temporariamente. Após um referendo constitucional, foram realizadas eleições presidenciais e parlamentares em 1992.
O ex-presidente Moussa Traoré foi preso em 1992 e condenado à morte. Entretanto, o presidente Alpha Oumar Konaré primeiramente comutaria sua sentença à prisão perpétua, em seguida o perdoaria em maio de 2002, quando o mandato de Konaré chegou ao fim.